# Vestiaire de Bonis
Le Vestiaire, op. 174, est un recueil de mélodie française de la compositrice Mel Bonis, sous le pseudonyme de Fricoto Pusslink.

## Composition
Mel Bonis compose le Vestiaire pour voix moyenne et piano. Le manuscrit, sans date, porte la mention « à la manière de X, Y, Z » ainsi que celle de « musique de Fricoto Pusslink » et de « blague » écrit au crayon à papier. L'œuvre est encore inédite.

## Structure
Le recueil se compose de deux mélodies :
1. L'éléphant
2. Championnat

## Analyse
Le Vestiaire est un diptyque de deux chansons comiques, d'une drôlerie fort originale.

## Sources
- Étienne Jardin, Mel Bonis (1858-1937) : parcours d'une compositrice de la Belle Époque, 2020 (ISBN 978-2-330-13313-9 et 2-330-13313-8, OCLC 1153996478, lire en ligne)